# 아트선재센터
아트선재센터는 서울특별시 종로구 소격동에 위치한 미술관이다. 대우그룹 회장 김우중의 장남 김선재가 1990년 젊은 나이에 교통사고로 사망하자 모친 정희자가 설립했다.
아트선재센터는 미술을 매개로 동시대를 사는 우리의 삶에 대해 성찰하고, 보다 나은 삶을 위한 전망과 비전을 함께 나눌 수 있는 장소를 목표로 하는 사립미술관이다.
1998년 개관한 이후 전시, 상영, 퍼포먼스 및 다양한 교육프로그램을 통해 동시대 미술의 발전을 도모하고 그 언어를 대중들과 향유하는데 일조해왔다.

## 같이 보기
- 서울특별시의 박물관과 미술관 목록
- 대한민국의 박물관과 미술관 목록
- 한국의 미술